# Alexander Schriebl
Alexander Schriebl (* 2. September 1978 in Salzburg) ist ein ehemaliger österreichischer Fußballspieler und nunmehriger -trainer. 

## Karriere

### Als Spieler
Schriebl begann seine Karriere in der Jugend des SV Austria Salzburg. 2001 kam er in die erste Mannschaft der Mozartstädter. In vier Jahren absolvierte er 83 Spiele in Salzburg in der Bundesliga, ehe er (nach der Übernahme des Vereins durch Red Bull-Boss Dietrich Mateschitz und Vertragsende) nach Lustenau zum SC Austria Lustenau in die Erste Liga wechselte. Nach eineinhalb Saisonen in Vorarlberg, kam Schriebl Anfang des Jahres 2006 zum SC Schwanenstadt.
Zu Beginn der Saison 2008/09 wechselte er zu den Amateuren des FK Austria Wien. Nachdem sein Vertrag dort im Juni 2009 nicht mehr verlängert worden war, war Schriebl vorerst vertragslos. Im September 2009 wurde er vom Aufsteiger in die Erste Liga, dem TSV Hartberg, verpflichtet. Nur kurze Zeit später verließ er in der Winterpause der Spielzeit 2009/10 den Verein und wechselte stattdessen zum FC Pasching in die Regionalliga Mitte, einer von drei parallellaufenden Staffeln. Im Frühjahr 2012 kehrte er wieder zu seinem ehemaligen Jugendverein und 2005 neugegründeten SV Austria Salzburg zurück und spielte in der Regionalliga West.

### Als Trainer
Zur Saison 2014/15 wurde Schriebl Co-Trainer von Klaus Schmidt beim SV Austria Salzburg. Mittlerweile assistiert er Jørn Andersen, unter dem der Klub zur Saison 2015/16 in die Erste Liga aufstieg. Im Dezember verließ er den Verein, der in seinem ersten Jahr in große finanzielle Schwierigkeiten geraten war, ebenso wie der Trainer Andersen. Ende Dezember 2015 wurde er vom viertklassigen SV Kuchl engagiert. Im Sommer 2016 wechselte Schriebl zum SV Seekirchen 1945 in die Regionalliga West.
Im Oktober 2020 wurde er Trainer des Zweitligisten SV Horn. Mit Horn beendete er die Saison 2020/21 als Tabellenletzter. Daraufhin verließ er Horn nach Saisonende.
Im Herbst 2022 absolvierte Schriebl einen Kurzauftritt beim FC Pinzgau Saalfelden, bevor er im Jänner 2024 den Posten des Cheftrainers der Frauenmannschaft des FC Bergheim in der ersten österreichischen Bundesliga antrat. Im Jänner 2025 folgte er Irene Fuhrmann als ÖFB-Teamchef der Österreichischen Fußballnationalmannschaft der Frauen nach.

## Privates
Schriebls älterer Bruder Andreas (* 1976) war Tormann-Trainer des SV Austria Salzburg.